# Parc solar Ramon Escriche
El Parc Solar Ramon Escriche és el parc d'energia solar fotovoltaica més gran de Catalunya, (2008) i el més gran del món utilitzant la tecnologia de cel·lules fotovoltaïques de triple unió. Està ubicat a Flix (Ribera d'Ebre) La construcció va començar el 2006, amb un crèdit de 47,3 milions d'euros garantit per Caixa Catalunya. El parc està ubicat a la Devesa i té una extensió de 29 hectàrees. Es considera com un referent industrial que haurà de contribuir a la diversificació econòmica de la vila. El parc té 880 plaques i genera 8,1 megawatt. El 2008 es va decidir eixamplar la instal·lació fins a 12 megawatts (4 Megawatts addicionals) i una inversió de 30 milions amb finançament de 27 Milions garantit per Bankia (antiga Caja Madrid) i el ICF (Institut Català de Finances). El parc, propietat de tres inversors privats, és administrat per la societat Flix Solar. Permet d'estalviar cada any l'emissió d'unes 13.400 tones de diòxid de carboni.
S'ha dedicat el parc a Ramon Escriche i Altabás (1920-2007), industrial i propietari de la finca de la Devesa on va crear el polígon industrial.